# أكيكو يوسانو
أكيكو يوسانو (باليابانية: 与謝野 晶子)‏ (7 ديسمبر 1878 - 29 مايو 1942) هو الإسم القلمي لكاتبة يابانية وشاعرة ومدافعة عن حقوق المرأة وناشطة للسلام ومصلحة اجتماعية. نشطت بفترة مييجي وفترة تايشو وأوائل فترة شووا في اليابان. واسمها الحقيقي شوا هوا (باليابانية: 鳳 志よう). تعتبر واحدة من أشهر الشخصيات وأكثرها إثارةً للجدل في المرحلة ما بعد الكلاسيكية في اليابان.

## نشأتها
وُلدت يوسانو لعائلة تجارية ميمونة الحال في ساكاي، بالقرب من أوساكا. أظهرت منذ عامها الحادي عشر حسًّا عاليًا بالمسؤولية تجاه إدارة أعمال العائلة التي أنتجت اليوكان وباعته، وهو نوع من الحلويات. كانت مولعةً بقراءة الأعمال الأدبية منذ طفولتها الباكرة، وقرأت الكثير من المؤلفات الموجودة في مكتبة والدها الكبيرة. اشتركت خلال دراستها الثانوية بمجلة الشعر ميوزو (النجم الساطع)، إذ أصبحت من المساهمين البارزين فيها. علّمها رئيس تحرير ميوزو، تيكان يوسانو، شعر التانكا، إذ قابلها خلال زياراته إلى أوساكا وساكاي لإلقاء المحاضرات والتدريس في ورش العمل.
رغم زواج تيكان العرفي بامرأة أخرى، فقد انفصل عنها في النهاية بعد أن وقع في حب أكيكو. بدأ الشاعران حياة جديدة معًا في ضواحي طوكيو وتزوجا في عام 1901، وأنجبا ولدين هما هيكارو وشيغيرو. حافظ تيكان على تواصله مع زوجته الأولى رغم انفصاله عنها.

## الميداريغامي
قدمت يوسانو في عام 1901 أول مجلداتها من شعر التانكا بعنوان ميداريغامي (الشعر المتشابك)، والذي احتوى على 400 قصيدة، ولاقى استنكارًا من قبل معظم النقاد الأدبيين. لم تؤثر هذه الآراء الناقدة كثيرًا على قصائد يوسانو، إذ قُرئت على نطاق واسع وباتت منارةً للمفكرين الأحرار في وقتها. أضاف كتابها الأول، والأشهر لحد تلك اللحظة، صبغةً من الفردية العاطفية لشعر التانكا التقليدي، على النقيض من أي عمل آخر في فترة مييجي المتأخرة.
تكوّن المجلد الأول في معظمه من قصائد حب عبّرت أكيكو من خلالها عن مشاعرها تجاه تيكان يوسانو. رسمت يوسانو عبر هذه المجموعة بالذات صورة لنفسها وأنشأت مسرحًا للأصوات النسائية في اليابان الحديثة. مالت القصائد إلى التعبير عن الأنوثة بطريقة غير تقليدية بالنسبة لتلك الفترة، وخاصة لكونها صادرةً عن كاتبة أنثى.
يُنظر إلى المرأة في القيم اليابانية التقليدية على أنها كائن لطيف ومتواضع(ويُتوقع منها أن تكون كذلك). ركزت الأدوار المحلية والمجتمعية للمرأة اليابانية على الإنجاب وتربية الأطفال، وخاصة الذكور منهم. لا يعبّر الميداريغامي فقط عن المفاهيم و/أو القضايا المتعلقة بالمرأة التي لا يتم الإفصاح عنها بشكل طبيعي في العلن، بل يخلق أيضًا صورة ثورية جديدة عن الأنوثة، تكون فيها المرأة نشيطةً وحرةً وشهوانيةً وحازمةً، بما يتناقض كليًا مع الصورة التقليدية المتوقعة للشابة اليابانية المتواضعة الرزينة. لم تقف المرأة التي رسمتها يوسانو موقف المتفرج، بل كانت عنصرًا فعالًا في حياتها العاطفية. كتبت يوسانو في إحدى قصائد التانكا النموذجية:
«الربيع قصير
قلت وما الخالد في الحياة؟
وجعلت يديه تتحسسان ثديي القويين».
شكّل الميداريغامي تحديّا للقيم الأبوية في المجتمع الياباني، والعادات الأدبية والثقافية المقبولة في وقتها. على الرغم من استنكار عمل أكيكو يوسانو وانتقاده بصورة لاذعة، فقد شكّل مصدر إلهام كبير للمرأة في تلك الفترة. يذكر الباحث الأمريكي هيرومي تسوتشيا دوليز: «يرمز التمثيل البصري للجسد والشفتين والثديين إلى الحياة الجنسية للمرأة».
لم يكتب أي شاعر عن ثديي المرأة في قصائد التانكا من قبل، ما دفع الشاعر نوبتسونا ساساكي إلى مهاجمتها في مقال بإحدى المجلات متهمًا إياها «بإفساد الأخلاق العامة» و«والتلفظ بكلام بذيء يناسب عاهرة». ساهمت الأمثلة المطروحة عن العري في الميداريغامي في تغيير الطريقة التي ينظر بها الشعب الياباني إلى الإثارة الجنسية والشهوانية الأنثوية. اعتُبر ثدي المرأة حتى تلك اللحظة رمزًا لتغذية الأطفال والأمومة، لكنهم بدؤوا منذ ذلك الوقت باعتماد تمثيل مختلف: الجمال الطبيعي، وخاصة جمال الشابات. فُتح الباب أمام النساء اليابانيات لتخيل تمثيلات جديدة للجنسانية والجسد الأنثوي.

## روابط خارجية
- أكيكو يوسانو على موقع الموسوعة البريطانية (الإنجليزية)
- أكيكو يوسانو على موقع ميوزك برينز (الإنجليزية)